# D.F.C. in het seizoen 1960/61
Het seizoen 1960/1961 was het zevende jaar in het bestaan van de Dordtse betaaldvoetbalclub D.F.C. De club kwam uit in de Nederlandse Eerste divisie A en eindigde daarin op de achtste plaats. Tevens deed de club mee aan het toernooi om de KNVB beker, hierin werd het team in de groepsfase uitgeschakeld.

## Wedstrijdstatistieken

### Eerste divisie A
|       | AGOVV | BVV   | EDO   | Enschedese Boys | Fortuna | Helmondia '55 | Hermes DVS | HVC   | KFC   | Leeuwarden | Limburgia | RBC   | Stormvogels | Veendam | Vitesse | Volendam | De Volewijckers |
| ----- | ----- | ----- | ----- | --------------- | ------- | ------------- | ---------- | ----- | ----- | ---------- | --------- | ----- | ----------- | ------- | ------- | -------- | --------------- |
| Thuis | 3 – 0 | 3 – 0 | 4 – 0 | 4 – 1           | 0 – 1   | 2 – 4         | 1 – 0      | 2 – 2 | 0 – 0 | 0 – 0      | 4 – 0     | 3 – 1 | 4 – 0       | 5 – 1   | 2 – 1   | 1 – 1    | 1 – 3           |
| Uit   | 1 – 1 | 1 – 0 | 0 – 4 | 5 – 2           | 0 – 2   | 1 – 4         | 2 – 2      | 3 – 1 | 2 – 0 | 5 – 0      | 4 – 3     | 4 – 2 | 3 – 0       | 4 – 1   | 1 – 0   | 0 – 2    | 1 – 1           |

### KNVB beker
| Groepsfase                                     | D.F.C.                                                                                         | 6 – 2 (3 – 1) | EBOH                                         |
| 14 augustus 1960 Plaats: Dordrecht Krommedijk  | Freek Bellaard 5' (pen.) Wim de Kreek 12', 50' Joop van Linstee 42', 78' Fons van Rosmalen 72' |               | 9' Leen de Visser 77' Dick de Boeff          |
| Groepsfase                                     | Baronie                                                                                        | 1 – 3 (1 – 1) | D.F.C.                                       |
| 17 augustus 1960 Plaats: Breda De Blauwe Kei   | Frans Remie 35'                                                                                |               | 30', –' Fons van Rosmalen 80' Hans de Vos    |
| Groepsfase                                     | D.F.C.                                                                                         | 2 – 3 (0 – 1) | RBC                                          |
| 18 september 1960 Plaats: Dordrecht Krommedijk | Jan van Sluijsdam 75' Hans de Vos 85'                                                          |               | 9' Adri Roks 52' Kees Vermunt Chris de Vries |
| Groepsfase                                     | NAC                                                                                            | 1 – 0 (1 – 0) | D.F.C.                                       |
| 12 februari 1961 Plaats: Breda Beatrixstraat   | Jacques Visschers 28'                                                                          |               |                                              |

## Statistieken D.F.C. 1960/1961

### Eindstand D.F.C. in de Nederlandse Eerste divisie A 1960 / 1961
| Stand | Gespeeld | Gewonnen | Gelijk | Verloren | Punten | Doelpunten voor | Doelpunten tegen |
| ----- | -------- | -------- | ------ | -------- | ------ | --------------- | ---------------- |
| 8e    | 34       | 14       | 7      | 13       | 35     | 64              | 52               |

### Topscorers
| #                    | Naam              | Goal |
| -------------------- | ----------------- | ---- |
| 1.                   | Wim de Kreek      | 19   |
| 2.                   | Fons van Rosmalen | 13   |
| 3.                   | Joop van Linstee  | 9    |
| 4.                   | Arie Schoon       | 6    |
| 4.                   | Jan van Sluijsdam | 6    |
| 6.                   | Joop Brand        | 3    |
| 7.                   | Jan de Jager      | 2    |
| 7.                   | Hans de Vos       | 2    |
| 9.                   | Freek Bellaard    | 1    |
| 9.                   | Bertus Los        | 1    |
| Onbekende doelpunten |                   |      |
| –                    | Onbekend          | 2    |
| Totaal               | Totaal            | 64   |

| #      | Naam              | Goal |
| ------ | ----------------- | ---- |
| 1.     | Fons van Rosmalen | 3    |
| 2.     | Wim de Kreek      | 2    |
| 2.     | Joop van Linstee  | 2    |
| 2.     | Hans de Vos       | 2    |
| 5.     | Freek Bellaard    | 1    |
| 5.     | Jan van Sluijsdam | 1    |
| Totaal | Totaal            | 11   |